# Coleco Adam
O Coleco Adam foi um computador doméstico, uma tentativa da Coleco, fabricante de brinquedos estadunidense, de aproveitar o sucesso do vídeo-game ColecoVision. O Adam (cujo nome, supostamente, representava a esperança da Coleco em "morder" uma fatia do mercado da Apple) não foi bem-sucedido, em parte devido a problemas no início de sua produção.

## Especificações técnicas[3]
- CPU: Zilog Z80 em 3,58 MHz

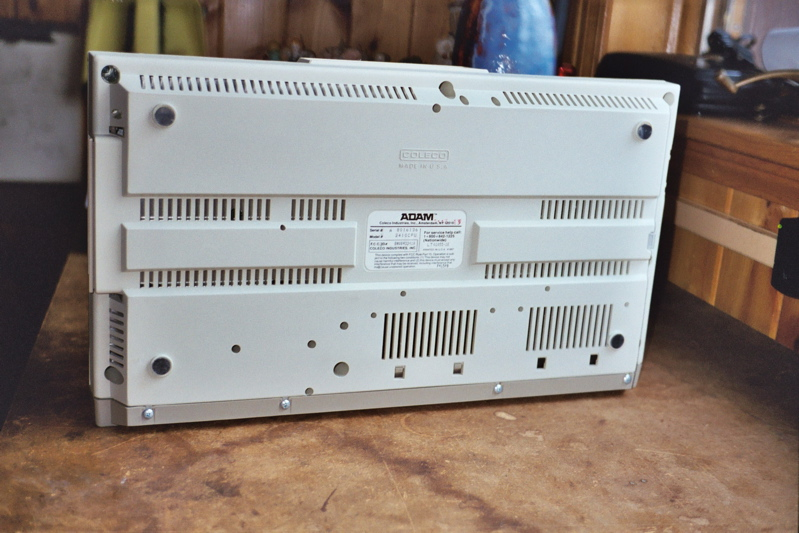
Vista inferior do console de memória.

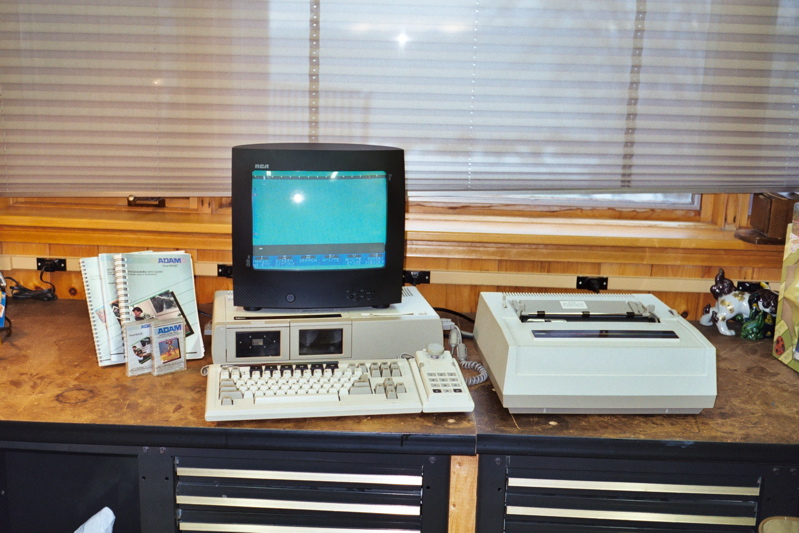
O Coleco Adam em modo de processamento de texto.

- Coprocessadores: três Motorola 6801 em 1 MHz (memória e E/S, controle de cassetes e teclado)
- Memória: 64 KiB RAM, 16 KiB (vídeo RAM); 32 KiB ROM
- Expansão: 3 slots internos, 1 slot para cartucho e uma porta serial half-duplex de 62,5 kbit/s denominada AdamNet. A versão autônoma também tinha uma porta de expansão externa semelhante à porta de expansão  ColecoVision, do lado direito.
- Armazenamento secundário: Gravador de cassetes Digital Data Pack, 256 KiB
- Gráficos: Texas Instruments TMS9928A (uma variação do TMS9918 do TI-99/4A)
  - Resolução gráfica de 256 × 192
  - 32 sprites
- Som: Texas Instruments SN76489AN
  - 3 vozes
  - ruído branco